# PUBLISSO
PUBLISSO ist ein von ZB MED – Informationszentrum Lebenswissenschaften betriebenes Open-Access-Publikationsportal für wissenschaftliche Arbeiten aus dem Bereich der Lebenswissenschaften. Es verfolgt das Ziel, die Forschung in den Lebenswissenschaften zu fördern und Forschende sowie wissenschaftliche Bibliotheken zu unterstützen.

## Grundsätze
PUBLISSO setzt sich für Open Access und die sogenannten FAIR-Prinzipien ein, Leitlinien, um Forschungsdaten auffindbar (findable), zugänglich (accessible), interoperabel (interoperable) und nachnutzbar (reusable) zu machen.

## Technische Infrastruktur
PUBLISSO umfasst zwei Open-Access-Publikationsplattformen: Für Zweitveröffentlichungen und Hochschulschriften sowie für Forschungsdaten steht das Fachrepositorium Lebenswissenschaften zur Verfügung, das auf dem technischen System Fedora basiert. Die PUBLISSO-Publikationsplattform Gold für Erstveröffentlichungen basiert technisch auf dem Open-Source-CMS Drupal, welches für den wissenschaftlichen Publikationsprozess angepasst wurde.

## Schwerpunkte
Neben Möglichkeiten zur Online-Erst- und Zweitveröffentlichung von wissenschaftlicher Fachliteratur und Forschungsdaten gibt es auch Beratung zu diesen Themen.  Im Bereich der Medizin arbeitet PUBLISSO mit der Arbeitsgemeinschaft der Wissenschaftlichen Medizinischen Fachgesellschaften (AWMF) zusammen und betreibt die Publikationsplattform German Medical Science (GMS) mit "Living Handbooks" (gemeinschaftlich erstellten wissenschaftlichen Handbüchern), Fachartikeln, Kongressberichten sowie der MAK-Collection der Ständigen Senatskommission zur Prüfung gesundheitsschädlicher Arbeitsstoffe der Deutschen Forschungsgemeinschaft (DFG). Die PUBLISSO-Plattform Gold steht allen lebenswissenschaftlichen Fächern zur Publikation offen.